# Telefon, Telefon
Telefon, Telefon war der deutsche Beitrag zum Eurovision Song Contest 1957, der in deutscher Sprache von Margot Hielscher gesungen wurde.

## Entstehung und Inhalt
Telefon, Telefon wurde von Friedrich Meyer geschrieben, dem späteren Ehemann Hielschers, der Text stammt von Ralph Maria Siegel, dem Vater von Ralph Siegel, der wiederum später zum vielfachen ESC-Komponisten avancierte. Hielscher singt (auch während des Grand-Prix-Auftritts) in ein Telefon, offenbar im Gespräch mit einem Liebhaber. Im Verlauf des Liedes antwortet sie auch kurz mit Floskeln auf Englisch, Französisch, Italienisch und Spanisch. Am Ende des Songs erklärt sie ihm, dass sie nicht weitersingen könne, da das Lied, das sie gerade singt, nun zu Ende sei: „au revoir, bonsoir“.

## Veröffentlichung
Eine Singleausgabe zur damaligen Zeit ist nicht bekannt. Erst später erschien das Stück in Liveaufnahmen oder auf Kompilationen, so 1990, 2001 und 2009.

## Grand Prix
Der Song wurde am Abend des Grand Prix an siebter Stelle aufgeführt (nach Corry Brokken aus den Niederlanden mit Net als toen und vor Paule Desjardins aus Frankreich mit La belle amour). Dirigent war Willy Berking. Am Ende der Abstimmung hatte das Lied acht Punkte erhalten und belegte den vierten Platz von elf Teilnehmern.